# Прожекторная улица (Санкт-Петербург)
Проже́кторная улица — улица на Крестовском острове в Петроградском районе Санкт-Петербурга. Проходит от Морского до Константиновского проспекта.

## История

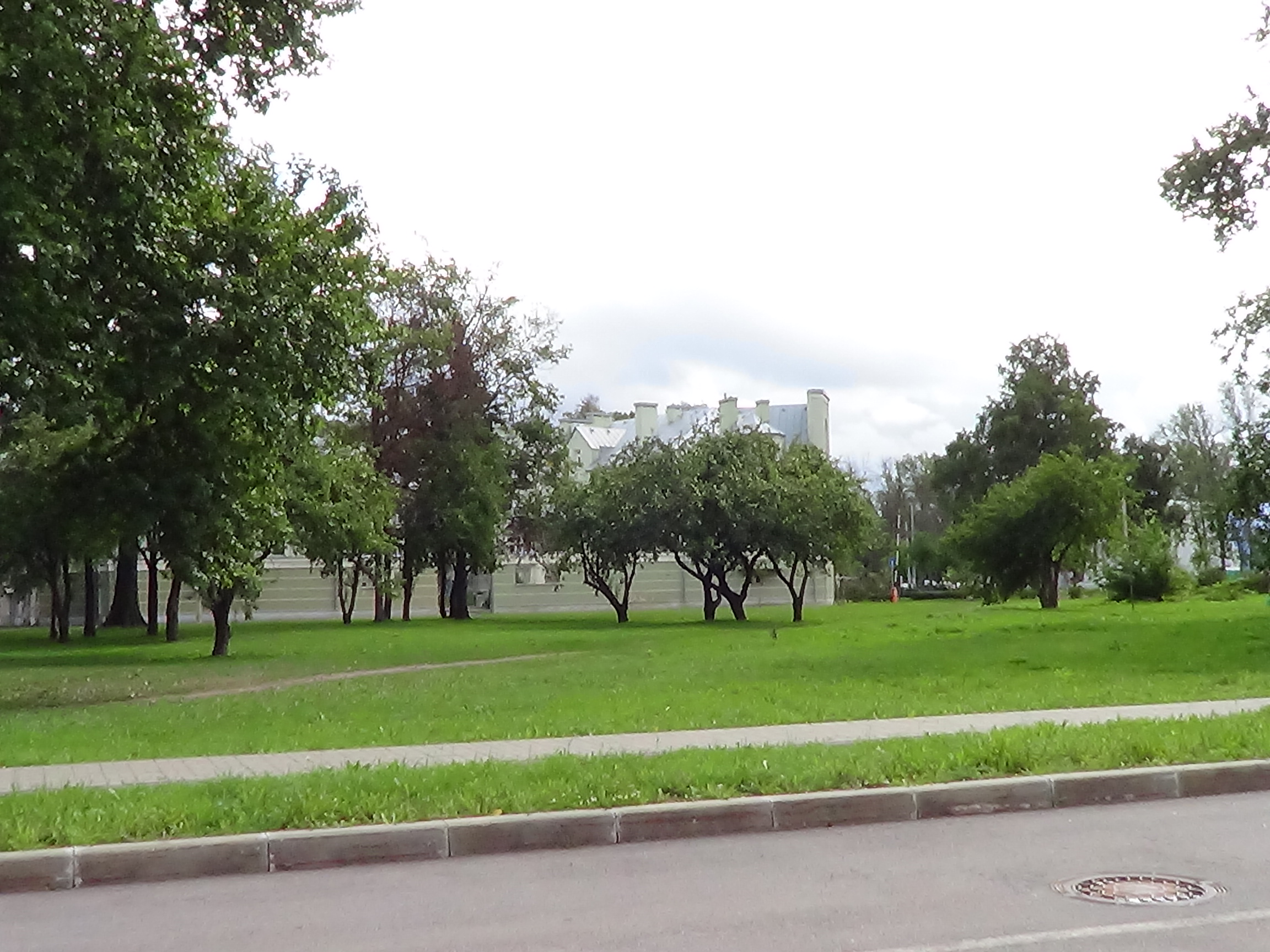
Фруктовый сад

Первоначальное название Мариинская улица известно с 1909 года, дано по имени одного из владельцев Крестовского острова из семьи князей Белозерских-Белосельских Марии Александровны.
Современное название Прожекторная улица присвоено 27 февраля 1941 года, дано в связи с тем, что в 1930-е годы вдоль проходившей поблизости Батарейной дороги были установлены прожекторы.

## Достопримечательности
- Фруктовый сад.